# Pico da Azeitona
O Pico da Azeitona é uma elevação portuguesa localizada na freguesia das Furnas concelho da Povoação, ilha de São Miguel,arquipélago dos Açores.
Este acidente geológico constituido principalmente por bagacinas tem o seu ponto mais elevado a 520 metros de altitude acima do nível do mar e encontra-se nas proximidades da Lagoa das Furnas.